# Col de Verroux
Le col de Verroux est situé sur la commune de Sainte-Agnès, dans les Alpes-Maritimes, en France.

## Histoire
Il a été le lieu d'un ancien casernement de la ligne Maginot, au milieu d'un point d'appui aujourd'hui disparu.